# Пуно (регион)
Пу́но (исп. Puno) — регион на юге Перу. Регион граничит с соседними регионами Мадре-де-Диос на севере, Куско и Арекипа на западе, Мокегуа на юго-западе и Такна на юге и боливийским департаментом Ла-Пас на востоке.
Административный центр региона — город Пуно, расположенный на озере Титикака.

## Географическое положение
Регион Пуно лежит на плато Койао. Ему принадлежит западная часть озера Титикака (включая эту территорию (5004 км²) площадь региона составляет 71 999 км²), самого высокогорного судоходного озера в мире. Анды занимают 70 % территории региона, остальные 30 % покрыты тропическими лесами Амазонки.
Климат холодный и сухой, сезон дождей длится четыре месяца. Климат тропических лесов — теплый. Регион богат водным ресурсами: озеро Титикака, 50 лагун и более 300 рек.
Крупные реки: Суче, Уанкане, Рамис, Коата, Ийаве, Десагуадеро и Сан-Габан.
Озера: Титикака и Арапа.
Лагуны: Лагунийас, Сака-Коча, Умайо.
Острова на оз. Титикака: Амантани, Такуиле, Чирита 1, Сото, Чирита 2, Устуте, Куипата, Чилата, Суази, Эстевес.
Горные вершины: Вискачани (6000 м) и Ананеа-Гранде (5830 м).

## История
В древности плато Койао населяли племена аймара. Согласно легенде, первый инка Манко Капак и его жена Мама Окьйо вышли из озера Титикака, чтобы основать империю инков.
Культура Пукина, также известная как Тиуанако, была, наряду с Уари, самой значимой доиспанской культурой региона. В дальнейшем на этих территориях распространились аймара.
В середине XVI века в регионе появились первые испанцы и, узнав о богатых залежах минералов в этом районе, а особенно золота и серебра, начали постоянные войны за владение землями.
Во времена существования вице-королевства Перу через Пуно проходила дорога в Потоси в Верхнем Перу (ныне Боливия).
Около 1660 года борьба за владение самой богатой шахтой в Лайкакота (расположена в 7 км от Пуно) вынудила вице-короля Педро Антонио Фернандеса де Кастро, графа де Лемоса, поехать усмирить воюющих, что привело к основанию 4 ноября 1668 года города Сан Хуан Батисто де Пуно, административного центра провинции Паукаркойа. Позднее его переименовали в Сан Карлос де Пуно, в честь короля Карла II, а затем в Пуно.
В 1870 году была построена железная дорога Арекипа-Пуно и началось судоходство по озеру Титикака.
В 1986 году прибрежные районы озера Титикака пострадали от наводнения, вызванного разливом рек.
15 сентября 2007 года к югу от озера Титикака в провинции Чукуито недалеко от деревни Каранкас наблюдалось падение метеорита, названного в честь деревни «Каранкас».

## Население
Более чем три четверти населения составляют представители народов кечуа и аймара.

## Административное деление

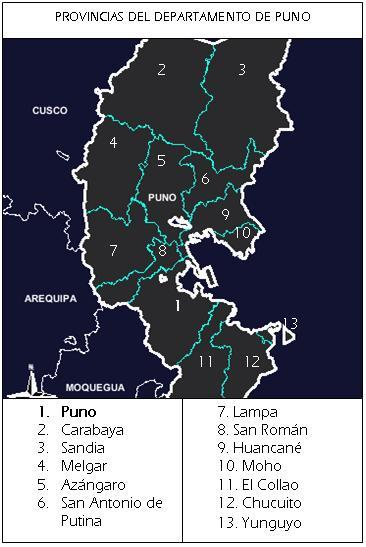
Провинции региона Пуно.

Регион разделён на 13 провинций, которые в свою очередь подразделяются на 107 округов. Провинции включают:
| Административное деление |                                               |                        |              |                     |                                    |       |
|                          |                                               |                        |              |                     |                                    |       |
| №                        | Провинций                                     | Население, чел. (2007) | Площадь, км² | Плотность, чел./км² | Административный центр (население) | Карта |
|                          | Регион Пуно (Departamento de Puno)            | 1 268 441              | 66 997       | 18,9                | Пуно (Puno)                        |       |
| 1                        | Сан-Роман (San Román)                         | 240 776                | 2 277,63     | 105,7               | Хульяка (Juliaca) (216 716)        |       |
| 2                        | Пуно (Puno)                                   | 229 236                | 6 494,76     | 35,3                | Пуно (Puno) (120 229)              |       |
| 3                        | Асангаро (Azángaro)                           | 136 829                | 4 970        | 27,5                | Асангаро (Azángaro) (16 035)       |       |
| 4                        | Чукуито (Chucuito)                            | 126 259                | 3 978,13     | 31,7                | Хули (Juli) (8 157)                |       |
| 5                        | Эль-Кольяо (Collao)                           | 81 059                 | 5 600,51     | 14,5                | Илаве (Ilave) (22 153)             |       |
| 6                        | Мельгар (Melgar)                              | 74 735                 | 6 446,85     | 11,6                | Аявири (Ayaviri) (18 881)          |       |
| 7                        | Карабая (Carabaya)                            | 73 946                 | 12 266       | 6                   | Макусани (Macusani) (8 645)        |       |
| 8                        | Уанкане (Huancané)                            | 69 522                 | 2 805,85     | 24,8                | Уанкане (Huancané) (7 332)         |       |
| 9                        | Сандия (Sandia)                               | 62 147                 | 11 862,41    | 5,2                 | Сандия (Sandia) (3 675)            |       |
| 10                       | Сан-Антонио-де-Путина (San Antonio de Putina) | 50 490                 | 3 207,38     | 15,7                | Путина (Putina) (14 318)           |       |
| 11                       | Лампа (Lampa)                                 | 48 223                 | 5 791,73     | 8,3                 | Лампа (Lampa) (4 949)              |       |
| 12                       | Юнгуйо (Yunguyo)                              | 47 400                 | 290,21       | 163,3               | Юнгуйо (Yunguyo) (11 934)          |       |
| 13                       | Моо (Moho)                                    | 27 819                 | 1 005,25     | 27,7                | Моо (Moho) (4 720)                 |       |

## Экономика
Экономика Пуно ориентирована в основном на сельское хозяйство и туризм.

## Транспорт
Международный аэропорт «Инка-Манко-Капак» в городе Хульяка.
Автомобильные дороги, соединяющие регион с регионами Арекипа, Такна, Мокегуа, Куско, Ла-Пас в Боливии.
Железнодорожное сообщение с Куско и Арекипа.
Водное сообщение Пуно с островами озера Титикака.

## Достопримечательности и туризм

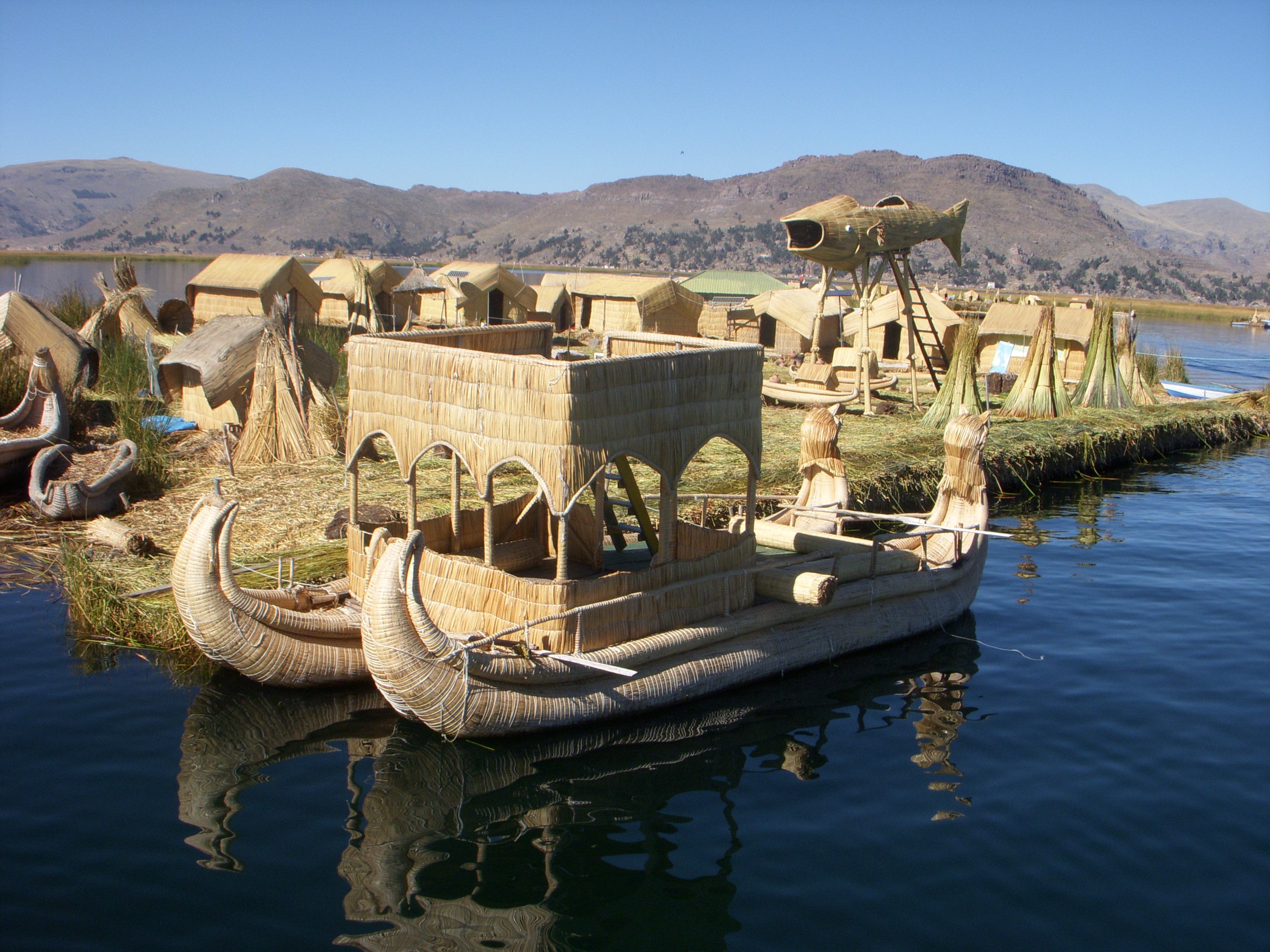
Плавучие острова Урос.

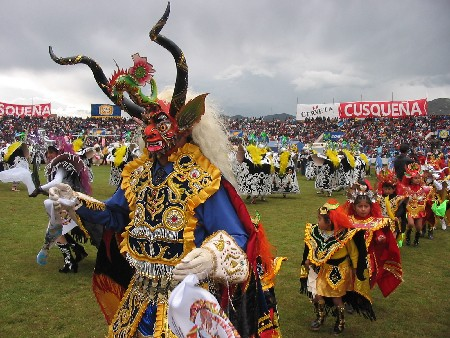
Национальный танец

Пуно называют фольклорной столицей Перу. Фольклор характеризуется смешением разнообразных танцев (их более 300), музыки и традиций жителей Пуно.
Самый важный религиозный праздник Пуно — праздник Девы де ля Канделария, проходящий 2 февраля.
Наиболее распространено производство текстильных изделий из шерсти альпака, ламы и овцы, а также местных музыкальных инструментов сику и чаранго.
Кафедральный собор на центральной площади Пуно — построен в XVII веке перуанским архитектором, Симоном де Асто, в стиле барокко с элементами перуанской культуры.
Дом графа Лемос — бывшая резиденция вице-короля Педро Антонио Фернандеса де Кастро, графа де Лемоса.
Муниципальный музей Дрейер с коллекцией керамики, ювелирных изделий, тканей и скульптур эпохи инков и предшествующих культур.
Арка Деустуа в память о патриотах, которые сражались за свободу Перу.
Холм Уахсапата с потрясающим видом на город Пуно и озеро Титикака.
Озеро Титикака — главная достопримечательность региона, принадлежит Перу и Боливии. Всего на озере 32 естественных острова (Амантани, Такуиле, Сото, Анапиа, Устуте, Куипата, Чилата, Суази, Эстевес и другие).
Помимо этих островов, в заливе Пуно существует ещё 20 плавучих островов Урос из тоторы (тростника), населенных индейцами, которых насчитывается около 1200 человек. Они сохранили традиционный уклад жизни, обычаи, верования и национальные костюмы.
Обычно на одном плавающем острове живут 3-10 семей. Мужчины занимаются рыбной ловлей, женщины — кустарным промыслом и ведут домашнее хозяйство. Основной источник доходов — продажа сувениров туристам. Из сухих стеблей тоторы делают лодки-сампы с круто загнутыми кормой и носом. Самые крупные острова: Турипи, Санта-Мария, Трибуна, Торанипата, Чуми, Парайсо, Капи, Титино и др.).
Сильюстани — древнее захоронение инков и культуры колла на берегу лагуны Умайо с каменными погребальными башнями в 30 км западнее Пуно.
- Хискаирумоко — доколумбов археологический памятник — объект раскопок, расположенный в 54 км к юго-востоку от г. Пуно.

Пукара в 101 км к северу от Пуно. Здесь производится один из главных сувениров Пуно — керамические бычки.
Чукуито в 14 км от Пуно с красивой главной площадью и с расположенными на ней церквями Нуестра-Синьора-де-ла-Асунсьон и Санто-Доминго. Рядом с городом — место поклонения инков Уио.
Ийаве в 56 километрах к югу от города Пуно. Церкви — Сан-Мигель-де-Илабе и Санта-Барбара.
Хули в 60 километрах к югу от Пуно, называемый «малым Римом Америки». Это был важный центр иезуитов по подготовке миссионеров для Парагвая и Боливии. Примечателен церквями в стиле ренессанса и барокко.
Помата в 108 километрах к югу от Пуно с церковью Сантьяго-Апостоли и красивым видом на озеро.
Водопады Тоторани